# Kurt Ohnesorge
Kurt Ohnesorge (* 25. Januar 1878 in Forsthaus Grünenberg bei Eberswalde; † 18. Januar 1961 in Berlin) war ein deutscher Jurist.

## Wirken
Ohnesorge gehörte 1926 zu den Gründern der Deutschen Gesellschaft für Säugetierkunde (DGS); von 1937 bis 1942 war er ihr Präsident.

## Leben
Ohnesorge war Richter unter anderem im zurückverwiesenen Jornsprozess 1929, im Edenpalast-Prozess, im Kurfürstendamm-Krawall von 1931 und im Caro-Petschek-Prozess (1932), einem der aufwändigsten Strafprozesse in der Endphase der Weimarer Republik.
Im Jahr 1934 leitete er als Landgerichtsdirektor am Landgericht Berlin den Prozess um den Mord an Hans Maikowski, in dem er dem Druck der nationalsozialistischen Presse, Todesurteile zu verhängen, nicht nachgab. In der Folge wurde er nach einer „Missbilligung“ durch Roland Freisler von den Nationalsozialisten beruflich kaltgestellt.
Verheiratet war er mit einer Tochter Engelbert Humperdincks (Irmgart, geb. 1896). Ohnesorge begann ab 1919/20, sich mit der Biologie zu beschäftigen. Er ging häufig in das Zoologische Institut, besuchte Vorlesungen und machte Exkursionen mit Konrad Herter (1891–1980). Laut Herter war er ein „intelligenter, geistreicher, humorvoller und sehr gebildeter Mann mit unglaublichen Kenntnissen auf allen Gebieten“. Nach 1945 gab er sich erfolgreich als Biologielehrer aus, um einer Verhaftung als Jurist durch die sowjetische Besatzungsmacht zu entgehen.